# Рапперсвіль-Йона Лейкерс
Рапперсвіль-Йона Лейкерс (нім. Rapperswil-Jona Lakers) — хокейний клуб з м. Рапперсвіль-Йона, кантон Санкт-Галлен, Швейцарія. Заснований у 1945 році. Виступає у чемпіонаті Національної ліги А. Домашні ігри команда проводить на «Дінерс Клуб Арені» (6,100). Офіційні кольори клубу червоний, білий і синій.

## Історія

### Народження та становлення команди
СК «Рапперсвіль-Йона» засновано 17 січня 1945 року. Рік по тому, 6 січня 1946 року провели перший офіційний матч у гостях проти «Санкт-Галлена» (4:7). Вже в сезоні 1950/51 років команда дебютувала в чемпіонаті Швейцарії, а в сезоні 1953/54 років мали шанс підвищилась від регіональної до Національної ліги B, але поступились «Лозанні» з рахунком 0:1.
21 жовтня 1961 року з приватної ініціативи Вальтера Дензлера клуб «Рапперсвіль» отримав нову ковзанку. Отто Шубігер відокремив адміністрацію від спортивного клубу та встановив оплату гравцям і тренерам команди. Відзначення 20-річного ювілею  в сезоні 1964/65 було подвійним, клуб вийшов до НЛВ. Матчі клубу регулярно відвідують 2500 глядачів. Після двох сезонів у НЛВ, команда, посівши дев'яте місце, вилетіла до нижчого дивізіону.

### Сезони 70-х 80-х років
У 1970-х роках клуб мав фінансові проблеми, саме через це виступав у нижчих лігах, все змінилось 1976 року, стабільність у фінансах принесла і підвищення у класі в сезоні 1976/77 років, відбулось довгоочікуване повернення в Національну лігу B.
Після декількох років виступу клубу в Національній лізі B, перед командою виникла нова загроза, ХК «Рапперсвіль-Йона» грав просто неба. Ситуація змінилася в 1984 році, над майданчиком звели пластиковий купол, який вирішив проблему. Загроза відкликати ліцензію клубу відпала, всі матчі сезону затверджені Швейцарським хокейним союзом були проведені. В сезоні 1987/88 років була відкрита арена «Лідо», місткістю 4000 глядачів.

### Від 90-их до сьогодення
У 90-х роках клуб очолив новий амбіційний президент Бруно Хуг, який поставив високі спортивні цілі: під керівництвом фінського тренера Пекка Раутакалліо до 50-річного ювілею клубу вийти до вищого дивізіону.
З сезону 1994/95, команда грає у Національній лізі А. 13 липня 2000 року було засноване акціонерне товариство «СКРЙ Спорт АГ», яке піклується розвитком хокею, також змінюється назва клубу. З 2005 року команда носить сучасну назву «Рапперсвіль-Йона Лейкерс», уставний капітал клубу в сезоні 2008/09 становить 2′350′000 швейцарських франків.
В сезоні 2005/06 років клуб отримав нову символіку. Стара арена «Лідо» більше не відповідала вимогам НЛА і по закінченні сезону повністю перебудована. Після перебудови отримала ім'я Дінерс Клуб Арена. Вона вміщує 6 100 глядачів.
Сезон 2014/15 став для клубу провальним. Команда посіла останнє місце у регулярному чемпіонаті та втішному турнірі. У фіналі втішного турніру поступились Амбрі-Піотта 2:4, а в перехідних матчах поступились чемпіону НЛБ Лангнау Тайгерс 0:4 та вилетіли до другого дивізіону чемпіонату Швейцарії.

## Відомі гравці
- Дуг Гілмор
- Джейсон Спецца
- Майкл Дель Зотто
- Крістіан Гуселіус
- Майк Річард
- Стейсі Рйост
- Маріуш Черкавські
- Майк Баллард
- Жиль Тибодо
- Пекка Раутакалліо
- Мікко Елоранта
- Матіас Зегер
- Андреас Рітш
- Клаудіо Мікелі
- Браян Гіллз
- Мішель Різен
- Крістіан Берглунд
- Ніклас Нордгрен
- Дейл МакТавіш
- Санні Ліндстрем
- Т'єррі Патерліні
- Марк Гартіґен

## Стадіон

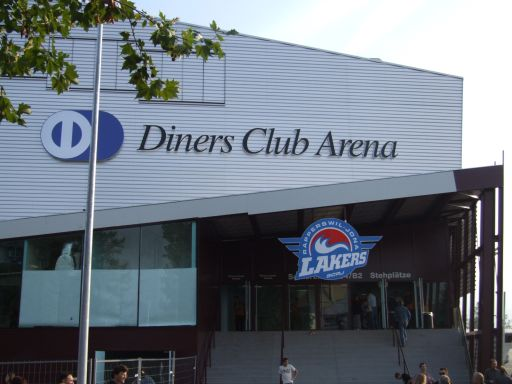
«Дінерс Клуб Арена»

«Дінерс Клуб Арена» є домашньою ареною «Рапперсвіль-Йона Лейкерс». Колишній стадіон «Лідо» повністю перебудовано й перейменовано на «Дінерс Клуб Арена» в 2006 році. Назву змінили тому, що «Diners Club» є головним спонсором і брав участь у спільному фінансуванні будівництва нової хокейної арени, вклавши близько 1,5 мільйона франків. Арена вміщує 6100 глядачів.